# Chromatomyia spenceriana
Chromatomyia spenceriana este o specie de muște din genul Chromatomyia, familia Agromyzidae, descrisă de Griffiths în anul 1980.
Este endemică în Sweden. Conform Catalogue of Life specia Chromatomyia spenceriana nu are subspecii cunoscute.